# Monroe (New Hampshire)
Monroe ist der Name einer Town im Grafton County von New Hampshire, einem der Neuenglandstaaten der USA. Es gehörte zunächst als Lyman West zu dieser Town, ehe es 1854 abgetrennt und eigenständige Gemeinde wurde. Das U.S. Census Bureau hat bei der Volkszählung 2020 eine Einwohnerzahl von 864 ermittelt. Monroe wurde zu Ehren von Präsident James Monroe benannt. Dieser hatte zur Zeit seiner Präsidentschaft die Region wiederholt besucht.

## Geographie

### Lage
Monroe liegt im Nordwesten von Grafton County zwischen dem Gardner Mountain und dem Connecticut River, der in einem Bogen im Westen um Monroe herum fließt. Eine Beschreibung aus dem 19. Jahrhundert nennt das Land uneben und hügelig, aber gut geeignet zur Weidewirtschaft. In Monroe liegen Teile des Ammonoosuc Goldfeldes, eines reichen Mineralvorkommens, das nie erfolgreich ausgebeutet wurde.

### Nachbargemeinden
Angrenzend liegen im Nordosten Littleton, im Osten Lyman, im Süden Bath und im Westen in Vermont Ryegate und Barnet.

### Berge
Die Grenze zu Lyman verläuft über den 678 Meter hohen Gardner Mountain.

### Gewässer
Der Connecticut River bildet die westliche und teils die nördliche Gemeindegrenze nach Vermont. Am Gardner Mountain entspringen Bäche wie Mill und Smutty Hollow Brook.

## Geschichte

### Entstehungsgeschichte
Die Town of Monroe ist ein ehemaliger Teil der Town of Lyman. Deren Siedlungskonzession wurde 1761 ausgefertigt und 1769 verlängert. Aufgrund der abgelegenen Lage in der Wildnis zog sich die Besiedlung in die Länge. Der Gardner Mountain, der sich quer durch das Gebiet zog, verhinderte den direkten Verkehr zwischen beiden Seiten. Infolgedessen wurde der Westen von Lyman, bis dahin als Hurd’s Location oder West Lyman bekannt, abgetrennt und am 13. Juli 1854 als eigenständige Town of Monroe gegründet. Der Name Hurd geht auf den Siedler James Hurd zurück, der 1769 fünf Inseln im Connecticut River als Landzuteilung erhalten hatte. Nachfahren von ihm wollten die neue Gemeinde nach ihrem Vorfahren benennen, konnten sich aber nicht durchsetzen.

### Weitere Geschichte
Die erste Gemeindeversammlung der neugegründeten Town fand am 29. Juli desselben Jahres statt. Bei diesem Treffen wurden unter anderem Vorstand, Vertreter, Verwalter, Konstabler und Strassenaufseher gewählt und die Festlegung von Schulbezirken in Auftrag gegeben. Im gleichen Jahr wurde das Kirchengebäude aus dem Jahre 1820 erneuert. Es war eine unionierte Kirche, die allen vor Ort vertretenen Glaubensgemeinschaften offenstand. Monroe wurde in sechs Schulbezirke eingeteilt. Daneben gab es 1859 zwei Postämter, Monroe und North Monroe, je eine Kornmühle, Kutschbauer und Maschinenbauer, sowie mehrere Sägemühlen. Aus dem Jahr 1875 stammen die Angaben von 1400 Busheln Weizen, 3000 Mais und 9000 Hafer und Gerste, die jährlich erzeugt wurden. Die meisten Einwohner waren in der Landwirtschaft beschäftigt, daneben wurde aber auch umfangreicher Holzeinschlag betrieben. Auch Tourismus spielte eine Rolle. Die Einnahmen daraus betrugen im angegebenen Jahr 3000 Dollar, und es gab in Monroe ein Hotel. Die Schule dauerte zu dieser Zeit durchschnittlich 23 Wochen im Jahr. 1885 wurden die sechs Schulen von 124 Schülern besucht, die von acht Lehrerinnen betreut wurden. In Monroe gab es unter anderem einen Hersteller von Butterfässern, der im Jahr 10.000 Stück produzierte.

### Bevölkerungsentwicklung
| Volkszählungsergebnisse – Monroe, New Hampshire | Volkszählungsergebnisse – Monroe, New Hampshire | Volkszählungsergebnisse – Monroe, New Hampshire | Volkszählungsergebnisse – Monroe, New Hampshire | Volkszählungsergebnisse – Monroe, New Hampshire | Volkszählungsergebnisse – Monroe, New Hampshire | Volkszählungsergebnisse – Monroe, New Hampshire | Volkszählungsergebnisse – Monroe, New Hampshire | Volkszählungsergebnisse – Monroe, New Hampshire | Volkszählungsergebnisse – Monroe, New Hampshire | Volkszählungsergebnisse – Monroe, New Hampshire |
| Jahr                                            | 1860                                            | 1870                                            | 1880                                            | 1890                                            | 1900                                            | 1910                                            | 1920                                            | 1930                                            | 1940                                            | 1950                                            |
| ----------------------------------------------- | ----------------------------------------------- | ----------------------------------------------- | ----------------------------------------------- | ----------------------------------------------- | ----------------------------------------------- | ----------------------------------------------- | ----------------------------------------------- | ----------------------------------------------- | ----------------------------------------------- | ----------------------------------------------- |
| Einwohner                                       | 619                                             | 532                                             | 504                                             | 478                                             | 545                                             | 429                                             | 356                                             | 457                                             | 430                                             | 410                                             |
| Jahr                                            | 1960                                            | 1970                                            | 1980                                            | 1990                                            | 2000                                            | 2010                                            | 2020                                            | 2030                                            | 2040                                            | 2050                                            |
| Einwohner                                       | 421                                             | 385                                             | 619                                             | 734                                             | 765                                             | 788                                             | 864                                             |                                                 |                                                 |                                                 |

## Wirtschaft und Infrastruktur

### Öffentliche Einrichtungen
Mit den Polizeiaufgaben in Monroe ist die Staatspolizei von New Hampshire beauftragt, daneben gibt es die Freiwillige Feuerwehr und einen auf der gleichen Basis arbeitenden medizinischen Notdienst. Das nächstgelegene Krankenhaus ist das Cottage Hospital in Woodsville, einem Teilort von Haverhill. In Monroe gibt es eine Bibliothek, die Monroe Public Library. Die Schule vor Ort deckt den Besuch bis zur 8. Klasse ab, der weiterführende Schulbesuch erfolgt in Vermont an der St Johnsbury Academy. Monroe betreibt eine gemeindeeigene Wasserversorgung, die Abwasserentsorgung erfolgt über haushaltseigene Tanks. Ebenso ist die Müllabfuhr städtisch, Recycling ist freiwillig.

### Verkehr
Durch Monroe verläuft die New Hampshire Route NH135. Der nächstgelegene Flugplatz ist der Dean Memorial Airport mit 762 Meter kurzer Asphaltpiste in Haverhill, der nächstgelegene Flughafen ist der Lebanon Municipal Airport in Lebanon, 40 Meilen entfernt. In Vermont verläuft die I-91, der nächstgelegene Anschluss ist etwa fünf Kilometer entfernt. Einen eigenen Bahnanschluss hatte Monroe nicht. Der nächstgelegene Bahnhof McIndoes Falls lag an der Bahnstrecke White River Junction–Lennoxville, die in Vermont verläuft und auf der der Personenverkehr 1965 eingestellt wurde.